# Anton Filippov
Pour les articles homonymes, voir Filippov.
Ne doit pas être confondu avec Valeri Filippov.
Anton Filippov est un joueur d'échecs ouzbek né le 6 décembre 1986 à Tachkent. 
Grand maître international depuis 2006, il a remporté deux fois le championnat ouzbek (en 2005 et 2007), trois fois le mémorial Agzamov à Tachkent (en 2008, 2011 et 2012) et la médaille d'argent individuelle au deuxième échiquier lors de l'olympiade d'échecs de 2012. Il a représenté l'Ouzbékistan lors de cinq olympiades (en 2004, 2006, 2010, 2012 et 2014). Il a participé à quatre coupes du mondes d'échecs :  éliminé au premier tour en 2007 (par Vladimir Akopian), 2009 (par Surya Ganguly) et battu au deuxième tour en 2011 (battu par Étienne Bacrot) et 2013 (éliminé par Boris Guelfand).
Au 1er avril 2016, Anton Filippov est le numéro deux ouzbek avec un classement Elo de 2 582.